# 双眼加和
双眼加和（binocular summation）又称双眼总和、双眼叠加，是指大脑整合来自左右两眼的信息的过程。
双眼加和所带来的好处是使两只眼睛弥补彼此看不清的部分。大家都有这样的体会，双眼一同看视力表，成绩会比单眼要好。有研究显示双眼的视物成绩是单眼的1.41倍（2的平方根）。